# Colegiul Național „Mihai Viteazul” din Slobozia
Colegiul Național „Mihai Viteazul” este un liceu din Slobozia, județul Ialomița. A fost primul liceu din istoria orașului.

## Istoric
În 1929 a luat ființă Școala elementară de comerț de băieți “Matei Marinescu” din Slobozia, prima școală secundară din istoria orașului. Școala a funcționat în localul donat de Matei Marinescu, un mare comerciant și binefăcător al Sloboziei, și s-a aflat pe locul magazinului Ialomița de astăzi. În 1936, Școala de comerț se transformă în Școala primară nr.2 “Matei Marinescu”, iar din 1948 devine Școala elementară de 7 ani nr.2 “Matei Marinescu”.
Între 1952 și 1968, școala noastră, transformată în primul liceu al orașului, s-a numit Școala Medie Mixtă ”Mircea cel Bătrân”. Începând cu anul 1969, noua denumire va fi Liceul de Cultură Generală Slobozia și mai apoi, între 1978 și 1990, Liceul de Matematică-Fizică, ulterior, Liceul Teoretic Slobozia (1990-1991). Din 1991 a luat numele marelui voievod, Mihai Viteazul. Actuala denumire, Colegiul Național ”Mihai Viteazul” Slobozia, i s-a conferit în anul 2000 ca o recunoaștere a locului său în ierarhia unităților de învățământ de elită din România și a meritelor deosebite dobândite în domeniul educațional.